# Jonathan Rougier
Jonathan Felipe Rougier (Villa Elisa, Entre Ríos, Argentina; 29 de octubre de 1987) es un futbolista argentino nacionalizado hondureño, Juega de portero y su equipo actual es el Fútbol Club Motagua de la Liga Nacional de Honduras.

## Trayectoria

### Inicios
Hizo inferiores en el Club Atlético Colón, pero nunca debutó en primera.

### Boca Unidos
En 2009 tuvo su primera experiencia profesional, luego de haber sido promovido por el DT Frank Darío Kudelka al primer plantel de Boca Unidos, equipo que disputaba –en aquel entonces– la Primera B Nacional. 

### Textil Mandiyú
Para 2011 se convierte en jugador del Textil Mandiyú, con el que logró disputar 7 juegos. 

### Defensores de Pronunciamiento
Al año siguiente su ficha es adquirida por Defensores de Pronunciamiento, con el cual logró ascender al Torneo Federal A en 2015. Finalmente disputó más de 100 juegos con el Depro.

### Motagua
El 7 de enero de 2017 se confirmó su incorporación al Motagua, club con el que se consagró campeón en liga y copa, ambos en 2017.
En el año 2019 disputó junto al club la desaparecida Liga Concacaf, quedando subcampeón, al caer contra el Deportivo Saprissa 1-0 en la final de ida y empatando 0-0 en la final de vuelta, consagrándose con el galardón de mejor portero del torneo.

Rougier, lleva siete años en Honduras jugando para el Fútbol Club Motagua, ha ganado cuatro títulos en la Liga Nacional de Fútbol Profesional de Honduras, su nacionalidad hondureña la obtuvo el 18 de agosto del 2021.

El domingo 4 de febrero del año 2024 se convirtió en el segundo portero, (después del hondureño Júnior Morales), en anotar un gol de campo en la Liga Nacional de Fútbol de Honduras, en un partido contra el Club Deportivo Génesis, disputando la Jornada 4 de dicha liga, en el Estadio Carlos Miranda en Comayagua, al minuto 24 en un tiro libre de casi un cuarto de cancha, anotando el tanto de la victoria y el primero con el Fútbol Club Motagua.

## Selección nacional
El viernes 9 de febrero de 2024, se dio a conocer su convocatoria para el Microciclo del 11 a 14 de febrero de 2024, por parte del director técnico Reinaldo Rueda, de la Selección de fútbol de Honduras, previo al repechaje por el pase a la Copa América 2024, frente a la Selección de fútbol de Costa Rica.
Realizó su debut oficial con la Selección de fútbol de Honduras en un partido de repechaje para la Copa América 2024 contra la Selección de fútbol de Costa Rica. Rougier fue titular en ausencia de los habituales porteros titulares Luis López Fernández y Edrick Menjívar. Rougier, tuvo dos buenas intervenciones en el primer tiempo, pero falló al rezagar mal un remate de cabeza que significó el gol de Orlando Galo y el empate para Costa Rica, en el segundo tiempo Rougier recibió dos goles de Costa Rica, para una derrota de 3-1. Este hecho lo convierte en el cuarto jugador naturalizado en ser convocado para la Selección de fútbol de Honduras y el segundo en jugar oficialmente. Previamente, el portero salvadoreño José "Chepe" León Najarro fue el primero en lograrlo durante las eliminatorias para el Mundial de Chile 1962, bajo la dirección técnica del brasileño Ercy Nuñes.

## Clubes
| Club           | País      | Año         |
| -------------- | --------- | ----------- |
| Boca Unidos    | Argentina | 2009 - 2011 |
| Textil Mandiyú | Argentina | 2011 - 2012 |
| Defensores (P) | Argentina | 2012 - 2016 |
| Motagua        | Honduras  | 2017 - Act. |

## Estadísticas

### Motagua
| Club | Temporada        | Div.             | Liga | Liga | Liga | Copas Nacionales(1) | Copas Nacionales(1) | Copas Nacionales(1) | Copas Internacionales(2) | Copas Internacionales(2) | Copas Internacionales(2) | Total(3) | Total(3) | Total(3) | Media goleadora |
| Club | Temporada        | Div.             | PJ   | GR   | VI   | PJ                  | GR                  | VI                  | PJ                       | GR                       | VI                       | PJ       | GR       | VI       | Media goleadora |
| --- | ---------------- | ---------------- | ---- | ---- | ---- | ------------------- | ------------------- | ------------------- | ------------------------ | ------------------------ | ------------------------ | -------- | -------- | -------- | --------------- |
| Motagua Honduras |                  |                  |      |      |      |                     |                     |                     |                          |                          |                          |          |          |          | Media goleadora |
| 2016-17 | 1.ª              | 20               | 22   | 7    | 2    | 2                   | 0                   | -                   | -                        | -                        | 22                       | 24       | 7        | 1.09     |                 |
| 2017-18 | 1.ª              | 35               | 36   | 13   | -    | -                   | -                   | 2                   | 2                        | 1                        | 37                       | 38       | 14       | 1.03     |                 |
| 2018-19 | 1.ª              | 37               | 25   | 17   | 1    | 2                   | 0                   | 10                  | 7                        | 4                        | 48                       | 34       | 21       | 0.74     |                 |
| 2019-20 | 1.ª              | 26               | 30   | 9    | -    | -                   | -                   | 8                   | 8                        | 4                        | 34                       | 38       | 13       | 1.06     |                 |
| 2020-21 | 1.ª              | 34               | 28   | 14   | -    | -                   | -                   | 5                   | 5                        | 0                        | 39                       | 33       | 14       | 0.89     |                 |
| 2021-22 | 1.ª              | 24               | 26   | 7    | -    | -                   | -                   | 7                   | 13                       | 4                        | 31                       | 39       | 11       | 1.22     |                 |
| 2022-23 | 1.ª              | 18               | -    | -    | -    | -                   | -                   | 7                   | -                        | -                        | 25                       | -        | -        | -        |                 |
| 2023-24 | 1.ª              | 42               | -    | -    | -    | -                   | -                   | 9                   | -                        | -                        | 51                       | -        | -        | -        |                 |
| 2024-25 | 1.ª              | 12               | -    | -    | -    | -                   | -                   | 6                   | -                        | -                        | 18                       | -        | -        | -        |                 |
| Total | Total            | 248              | 167  | 67   | 3    | 4                   | 0                   | 54                  | 35                       | 13                       | 305                      | 206      | 80       | 0.98     |                 |
| Total en Motagua | Total en Motagua | Total en Motagua | 248  | 167  | 67   | 3                   | 4                   | 0                   | 54                       | 35                       | 13                       | 305      | 206      | 80       | 0.98            |
| (1) Incluye datos de la Copa de Honduras y Supercopa de Honduras. (2) Incluye datos de la Liga de Campeones de la Concacaf y Liga Concacaf. (3) No incluye datos de partidos amistosos. |                  |                  |      |      |      |                     |                     |                     |                          |                          |                          |          |          |          |                 |

## Palmarés

### Campeonatos nacionales
| Título                | Club    | País     | Año  |
| --------------------- | ------- | -------- | ---- |
| Torneo Clausura       | Motagua | Honduras | 2017 |
| Supercopa de Honduras | Motagua | Honduras | 2017 |
| Torneo Apertura       | Motagua | Honduras | 2018 |
| Torneo Clausura       | Motagua | Honduras | 2019 |
| Torneo Clausura       | Motagua | Honduras | 2022 |

### Distinciones individuales
| Distinción                                    | Otorgada por | Año  |
| --------------------------------------------- | ------------ | ---- |
| Mejor portero de la Liga Nacional de Honduras | Diario Diez  | 2018 |